# Barberena
Barberena är en kommunhuvudort i Guatemala.   Den ligger i departementet Departamento de Santa Rosa, i den södra delen av landet, 40 km söder om huvudstaden Guatemala City. Barberena ligger 1 221 meter över havet och antalet invånare är 30 539.
Terrängen runt Barberena är huvudsakligen kuperad, men västerut är den platt. Runt Barberena är det ganska tätbefolkat, med 104 invånare per kvadratkilometer. Barberena är det största samhället i trakten. I omgivningarna runt Barberena växer huvudsakligen savannskog.